# Liste der Nummer-eins-Hits in Schweden (1981)
Diese Liste enthält alle Nummer-eins-Hits in Schweden im Jahr 1981. Es gab in diesem Jahr acht Nummer-eins-Singles und alf Nummer-eins-Alben.
| Singles | Alben |
| --- | --- |
| - Gyllene Tider – När vi två blir en - 16 Wochen (12. Dezember 1980 – 9. April 1981) - Phil Collins – In the Air Tonight - 2 Wochen (10. April – 23. April) - Bengt Pegefelt – Köppöbävisan - 8 Wochen (24. April – 18. Juni) - Caramba – Hubba Hubba Zoot-Zoot - 8 Wochen (19. Juni – 13. August) - Freestyle – Vill ha dej - 10 Wochen (14. August – 22. Oktober) - Aneka – Japanese Boy - 2 Wochen (23. Oktober – 5. November) - X-Models – Två av oss - 2 Wochen (6. November – 19. November) - Attack – Ooa hela natten - 11 Wochen (20. November 1981 – 25. Januar 1982) | - ABBA – Super Trouper - 8 Wochen (28. November 1980 – 29. Januar 1981) - John Lennon & Yoko Ono – Double Fantasy - 4 Wochen (30. Januar – 26. Februar) - Robert Palmer – Clues - 2 Wochen (27. Februar – 12. März) - Mikael Rickfors – Tender Turns Tuff - 2 Wochen (13. März – 26. März) - Gyllene Tider – Moderna Tider - 6 Wochen (27. März – 7. Mai) - Phil Collins – Face Value - 14 Wochen (8. Mai – 13. August) - Kim Wilde – Kim Wilde - 2 Wochen (14. August – 27. August) - Electric Light Orchestra – Time - 2 Wochen (28. August – 10. September) - Freestyle – Fantasi - 8 Wochen (11. September – 5. November) - Meat Loaf – Dead Ringer - 7 Wochen (6. November – 21. Dezember) - ABBA – The Visitors - 8 Wochen (22. Dezember 1981 – 22. Februar 1982) |